# Halina Gryglaszewska
Halina Gryglaszewska (ur. 13 czerwca 1917 w Charkowie zm. 18 czerwca 2010 w Krakowie) – polska aktorka teatralna i filmowa, reżyser teatralny, profesor Państwowej Wyższej Szkoły Teatralnej im. Ludwika Solskiego w Krakowie.

## Życiorys
Do II wojny światowej mieszkała kolejno w Nowym Sączu, Brześciu nad Bugiem, Wilnie i w Warszawie, a od 1945 roku do śmierci w Krakowie. W czasie nauki w gimnazjum i na studiach w Warszawie czynnie uczestniczyła w ruchu harcerskim osiągając stopień harcmistrzymi. Podczas drugiej wojny światowej walczyła w I batalionie 16 pułku piechoty Armii Krajowej „Barbara”; brała udział m.in. w zwycięskiej bitwie pod Jamną.
Studiowała socjologię i dziennikarstwo na Uniwersytecie Warszawskim. Absolwentka Wydziału Aktorskiego i Wydziału Reżyserii Dramatu w krakowskiej PWST.
Była członkiem PZPR.

### Praca artystyczna
9 lipca 1947 roku zdała egzamin do ZASP, jako zadanie egzaminacyjne zaprezentowała wraz z Gustawem Holoubkiem scenę z dramatu Stanisława Wyspiańskiego „Sędziowie”. Zadebiutowała rolą Dziewki w „Klątwie” Stanisława Wyspiańskiego, w reż. Bronisława Dąbrowskiego. Zawodowo związana przede wszystkim ze scenami krakowskimi: Miejskimi Teatrami Dramatycznymi (1946–1954), Teatrem Starym (1954–1959), Teatrem im. J. Słowackiego (1961–1962) i (1971–1987) i Teatrem Rozmaitości, któremu przez osiem lat dyrektorowała (1963–1971). W latach 1959–1961 pełniła funkcję kierownika artystycznego Teatru im. S. Żeromskiego w Kielcach. W latach 1955–1957 była prorektorem krakowskiej szkoły teatralnej.
W 1987 przeszła na emeryturę, ale nadal pojawiała się na scenie. Ostatni jej występ w wieku 92 lat miał miejsce 20 listopada 2009 na deskach Teatru Słowackiego w Krakowie w roli Laury w Epilogu w Kordianie J. Słowackiego.

## Życie prywatne
Córka Romana Gryglaszewskiego, inżyniera geodety, również aktora i reżysera, oraz Janiny von Scharff.
Dwukrotnie zamężna: z Gustawem Niemcem, harcmistrzem, komendantem hufca harcerzy w Wolnym Mieście Gdańsku, później członkiem komendy Chorągwi Gdańskiej i p.o. Szefa Głównej Kwatery Organizacji Harcerzy (Pasieka) w Warszawie, i Antonínem Dvořákiem, czeskim reżyserem, teatrologiem i prozaikiem. Pochowana na Cmentarzu Komunalnym Starym w Tarnowie (sektor XIV-1-12).

## Role teatralne
- Balladyna J. Słowackiego, reż. B. Dąbrowski (Teatr Słowackiego), jako Balladyna
- Pieją koguty J. Bałtuszisa, reż. H. Szletyński (Stary Teatr), jako Marytie
- Hamlet W. Szekspira, reż. R. Zawistowski (Stary Teatr), jako Królowa
- Cyd S. Wyspiańskiego, reż. R. Zawistowski (Stary Teatr), jako Szimena
- Jaki piękny dzień M. de Ghelderode’a, reż. J. Kaliszewski (Stary Teatr), jako Rachela Silberschatz
- Barbara Radziwiłłówna A. Felińskiego, reż. H. Gryglaszewska (Teatr Rozmaitości w Krakowie), jako Bona
- Hamlet W. Szekspira, reż. J. Wróblewski (Teatr Rozmaitości w Krakowie), jako Gertruda
- Komu bije dzwon E. Hemingweya, reż. J. Goliński (Teatr Rozmaitości w Krakowie), jako Pilar
- Co się komu śni E. Brylla, reż. K. Skuszanka (Teatr Słowackiego), jako Baba-Królowa
- Lilla Weneda J. Słowackiego, reż. K. Skuszanka (Teatr Słowackiego), jako Gwinona
- Opowieść zimowa W. Szekspira, reż. K. Skuszanka (Teatr Słowackiego), jako Paulina
- Akropolis S. Wyspiańskiego, reż. K. Skuszanka (Teatr Słowackiego), jako Hekuba
- Damy i huzary A. Fredry, reż. M. Grabowski (Teatr Słowackiego), jako Pani Orgonowa
- Balladyna J. Słowackiego, reż. J. Wróblewski (Teatr Słowackiego), jako Matka
- Wizyta starszej pani F. Durrenmatta, reż. S. Danczenko (Teatr Słowackiego), jako Klara Zachanassian
- Czarownice z Salem A. Millera, reż. B. Sass (Teatr Słowackiego), jako Rebeka Nurse
- Idiota F. Dostojewski, reż. B. Sass (Teatr Słowackiego), jako Księżna Biełokońska
- Najstarsza profesja P. Vogel, reż. J. Szydłowski (Teatr Bagatela), jako Mae
- Kordian J. Słowackiego, reż. J. Wiśniewski (Teatr Słowackiego), jako Laura w Epilogu

## Wybrane realizacje reżyserskie
- Mąż i żona A. Fredry (Teatr im. Stefana Żeromskiego w Kielcach)
- Ucieczka M. Bułhakowa (Teatr im. Stefana Żeromskiego w Kielcach)
- Makbet W. Szekspira (Teatr im. Stefana Żeromskiego w Kielcach)
- Fala J. Lutowskiego (PWST Kraków)
- Dwunastu gniewnych ludzi R. Rose’a (Teatr im. Stefana Żeromskiego w Kielcach)
- Fantazy J. Słowackiego (Teatr Słowackiego)
- Wojna i pokój według L. Tołstoja (Teatr Rozmaitości w Krakowie)
- Barbara Radziwiłłówna A. Felińskiego (Teatr Rozmaitości w Krakowie)
- Romeo i Julia W. Szekspira (Teatr Rozmaitości w Krakowie)
- Strach i nędza III Rzeszy B. Brechta (Teatr Rozmaitości w Krakowie)
- Cyd S. Wyspiańskiego (Teatr Rozmaitości w Krakowie)
- Mizantrop Moliera (PWST Kraków)
- Carmen G. Bizeta (Miejski Teatr Muzyczny w Krakowie)

## Role wTeatrze Telewizji
- Płaszcz M. Gogola, reż. A. Domalik, jako Gospodyni
- Wilk i owce A. Ostrowskiego, reż. S. Zajączkowski, jako Murzawiecka
- Wujaszek Wania A. Czechowa, reż. K. Kutz, jako Maria Wojnicka
- Szalbierz G. Spiro, reż. T. Wiszniewski, jako Hrehorowiczowa
- Genitrix F. Mauriac’a, reż. I. Wollen, jako Felicja
- Sześć postaci szuka autora L. Pirandello, reż. W. Laskowska, jako Pani Pace
- Pelikan A. Strindberga, rez. F. Falk, jako Matka
- Niespodzianka K. H. Rostworowski, reż. J. Świderski, jako Matka
- Młyn L. de Vegi, reż. H. Gryglaszewska (reżyseria)
- Wariatka z Chaillot J. Giraudouxa, reż. K. Skuszanka, jako Aurelia
- Wassa Żeleznowa M. Gorkiego, reż. S. Zajączkowski, jako Wassa Żeleznowa
- Powsinogi beskidzkie E. Zegadłowicza, reż. H. Gryglaszewska (reżyseria)
- Futro bobrowe G. Hauptmanna, reż. J. Słotwiński, jako Pani Wolff
- Zjazd koleżeński M. Promińskiego, reż. H. Gryglaszewska (reżyseria)

## Filmografia
- Nic (1998), reż. D. Kędzierzawska, jako Siostra dróżnika
- Boża podszewka odc. 7 (1997), reż. I. Cywińska, jako Joanna Lulewicz, matka Kazimierza
- Cwał (1995), reż. K. Zanussi, jako Ciotka Idalli
- Podwójne życie Weroniki (1991), reż. K. Kieślowski, jako Ciotka Weroniki
- Złodziej (1988), reż. W. Helak
- Tumor Witkacego (1985), reż. G. Dubowski, jako Kobieta obgadująca Witkacego
- Wahadełko (1981), reż. F. Bajon, jako Emilia Szmańdowa, matka Michała i Anieli
- Pałac (1980), reż. T. Junak, jako Matka Jakuba
- Wściekły (1979), reż. R. Załuski, jako Jadwiga Pyrnik, kobieta w Toruniu nielegalnie wynajmująca pokoje
- Klucznik (1979), reż. W. Marczewski, jako Siostra hrabiego
- Biały mazur (1978), reż. W. Jakubowska, jako Właścicielka szkoły
- Ślad na ziemi (1978), jako matka Jasparskich
- Próba ciśnienia (1977), reż. T. Junak
- Strach (1975), reż. A. Krauze, jako Janina, żona Waty
- Bielszy niż śnieg (1975), reż. W. Marczewski, jako Żona
- Ziemia obiecana (1974), reż. A. Wajda, jako Malinowska, matka Zośki
- Bolesław Śmiały (1971), reż. W. Lesiewicz, jako Mieszkanka osady
- Świadectwo urodzenia odc. 3 (1961), reż. S. Różewicz, jako Doktorowa
- Trzy kobiety (1956), reż. S. Różewicz

## Ordery i odznaczenia
- Krzyż Oficerski Orderu Odrodzenia Polski (1987)
- Krzyż Kawalerski Orderu Odrodzenia Polski (1977)
- Złoty Krzyż Zasługi (1956)
- Medal 10-lecia Polski Ludowej (28 stycznia 1955)[4]
- Medal Komisji Edukacji Narodowej (1981)
- Złoty Medal „Zasłużony Kulturze Gloria Artis” (16 października 2006)[5]
- Odznaka 1000-lecia Państwa Polskiego (1967)
- Odznaka „Honoris Gratia” Prezydenta Krakowa (2006)
- Odznaka „Zasłużony Działacz Kultury” (1979)
- Odznaka tytułu honorowego „Zasłużony dla Kultury Narodowej” (1989)
- Złota Odznaka „Za zasługi dla Krakowa” (1969, 1971)

## Nagrody
- Nagroda Ministra Kultury w dziedzinie teatru za całokształt pracy artystycznej (2000),
- Nagroda Fundacji Kultury Polskiej (2006).